# Bosque Real Fraccionamiento
Bosque Real Fraccionamiento är en ort i Mexiko.   Den ligger i kommunen Tlajomulco de Zúñiga och delstaten Jalisco, i den centrala delen av landet, 500 km väster om huvudstaden Mexico City. Bosque Real Fraccionamiento ligger 1 691 meter över havet och antalet invånare är 460.
Terrängen runt Bosque Real Fraccionamiento är huvudsakligen kuperad, men österut är den platt. Runt Bosque Real Fraccionamiento är det mycket tätbefolkat, med 4 343 invånare per kvadratkilometer. Närmaste större samhälle är Guadalajara, 15,2 km nordost om Bosque Real Fraccionamiento. Trakten runt Bosque Real Fraccionamiento består till största delen av jordbruksmark.